# 第三の影武者
『第三の影武者』（だいさんのかげむしゃ）は、1963年4月21日に大映が配給した、井上梅次監督、市川雷蔵主演の時代劇映画で、市川が一人二役を演じた。

## あらすじ
戦国時代、飛騨の百姓である二宮香之助は、侍への憧れを抱いていた。そんな二宮のもとに、池本氏の家臣である篠村左平太がやって来て、その領主の3番目の影武者として登用されることになる。
合戦中の流れ矢が池本の眼に当たり、池本が片目を失うと、影武者もまた片目を無くすことを求められる。一人は逃走を企て処刑され、二宮ともう一人は目を潰される。そんなある日、同盟関係にあった高堂城から広瀬氏が奇襲をかけてきた。もう一人の影武者は討ち死に、二宮は池本を連れて桜洞城の三木氏を頼って逃れるさなか、右腕を無くした池本に生きていられると、影武者の自らも右腕を切らなくてはならなくなると考え、池本を亡き者にする。池本を殺害した二宮は、何事もなかったかのように領主の座に座るが、三木定光に見破られ、幽閉されてしまう。

## 配役
- 市川雷蔵 : 二宮杏之助
- 市川雷蔵 : 池本安高
- 高千穂ひづる : 照姫
- 万里昌代 : 小萩
- 天知茂 : 三木定光
- 小林勝彦 : 桑野源太
- 石黒達也 : 樫尾久左衛門
- 角梨枝子 : 浦路
- 浅野進治郎 : 二宮三右衛門
- 伊達三郎 : 二宮竜平
- 守田学 : 津雲左馬介
- 浜田雄史 : 石原庄作
- 高見国一 : 松永伊織
- 不破潤 : 布施小四郎
- 井上明子 : なみ
- 荒木忍 : 三木自綱
- 南部彰三 : 堀将監
- 尾上栄五郎 : 道阿弥
- 中野清 : 猪子義明
- 春日清 : 雑兵
- 藤川準 : 広瀬軍武者
- 堀北幸夫 : 騎馬武者
- 菊野昌代士 	落武者甲
- 志賀明 	物見兵
- 大林一夫 : 三田谷城近習
- 千石泰三 : 三田谷城近習
- 小南明 : 落武者乙
- 井上武夫 : 関所番卒
- 小中島亮 : 関所番卒
- 南条新太郎 : 池本の武将
- 木村玄 : 若者甲
- 島田竜三 : 広瀬宗城
- 金子信雄 : 篠村左兵太

## スタッフ
- 監督 : 井上梅次
- 企画 : 辻久一
- 撮影 : 本多省三
- 美術 : 西岡善信
- 音楽 : 鏑木創
- 編集 : 宮田味津三
- 原作 : 南条範夫
- 脚色 : 星川清司

## 併映作品
- 『夜の配当』: 田中重雄監督作品